# I/4 Azerbejdżański Batalion Polowy (Górski)
I/4 Azerbejdżański Batalion Polowy (Górski) (niem. Aserbeidschanische Feld Bataillon I/4 (Geb.)) – oddział wojskowy Wehrmachtu złożony z Azerów podczas II wojny światowej.

## Historia
Oddział został sformowany w czerwcu/lipcu 1942 r. na okupowanej Ukrainie jako III Batalion Szkoleniowy. Formalnie wchodził w skład Legionu Azerbejdżańskiego. We wrześniu tego roku przemianowano go na I/4 Azerbejdżański Batalion Polowy (Górski). Po skierowaniu go na front wschodni jako I Batalion wszedł w skład 4 Dywizji Górskiej gen. Karla Egsleera. Walczył na północnym Kaukazie, za po odwrocie wojsk niemieckich na początku 1943 r. zwalczał partyzantkę na Krymie. 7 czerwca tego roku został przemianowany na I Batalion 314 Pułku Piechoty nowo sformowanej 162 Turkiestańskiej Dywizji Piechoty. Dowództwo objął mjr Leopold Lenz.